# Холод у серці
Холод у серці (англ. Cold Around the Heart) — трилер.

## Сюжет
Нед і Джуд пограбували ювелірний магазин, залишивши три мертвих тіла. При втечі з місця злочину Джуд виштовхує Неда з автомобіля. Його заарештовують, але незабаром Неду вдається втекти. Тепер головне завдання — знайти Джуд і помститися.

## У ролях
- Девід Карузо — Нед Таш
- Келлі Лінч — Джуд Лоу
- Стейсі Деш — Бек Розенберг
- Кріс Нот — Ті
- Джон Спенсер — дядко Майк
- Прюітт Тейлор Вінс — Джонні «Cokebottles» Костелло
- Річард Кайнд — адвокат Неббіш
- Кірк Балц — детектив Логан
- Дженніфер Джостін — офіціантка Інес
- Том МакГоуен — чоловік у магазині
- Марк Бун Джуніор — злий чоловік
- Джек Оренд — Motel Man
- Трейсі Росс — медсестра
- Гарет Вільямс — людина в автосалоні
- Річмонд Аркетт — людина на АЗС
- Джек Воллес — капітан поліції